# Simbolo generico di valuta
Il simbolo generico di valuta (¤) è il carattere usato quando il simbolo per una determinata moneta risulta assente. Di solito viene usato al posto dei simboli del colón (₡) e della rupia (रू,Rs) in quanto assenti da molti set di caratteri e/o font.
È rappresentato in Unicode come CURRENCY SIGN (U+00A4). Nel HTML entity è &curren; o può essere usato il valore numero &#164;.
Il simbolo generico di valuta fa parte del set di caratteri Mac OS Roman, ma il simbolo è stato in seguito sostituito dall'euro (€) nel Mac OS 8.5.
Questo simbolo è disponibile nei layout di molte tastiere, ad esempio quella danese e svedese. Nel layout US International si può ottenere con la combinazione Alt Gr + 4, altrimenti si può ottenere tenendo premuto il tasto Alt e digitando 0164 sul tastierino numerico. Rilasciando Alt si otterrà il simbolo.

## Altri utilizzi
- Segno di cancellazione quando stampato su carta per gli ultimi OCR
  - ¤ : cancella il precedente carattere
  - ¤¤ : cancella la parola precedente (ad esempio torna al precedente spazio)
  - ¤¤¤ : cancella tutta la linea
- In Microsoft Word ¤ è usato per indicare la fine di una tabella di celle in alcune modalità di visualizzazione.